# Myopias
Myopias é um gênero de insetos, pertencente a família Formicidae.